# خوسيه ثيربانتس
خوسيه ثيربانتس (بالإسبانية: José Cervantes)‏ هو لاعب كرة قدم مكسيكي، ولد في 7 يونيو 1995.